# Муса Акъегетзаде
Муса Акъегет, Муса Акъегетзаде — татарский писатель, педагог, журналист, ученый. Основоположник татарской реалистической прозы. Первый директор Стамбульской библиотеки.

## Биография
Муса Мухаметзянович Акжигитов родился 3 декабря 1864 года в городе Чембар Пензенской губернии, в чиновной семье среднего чина. Отец Мусы, Мухаметзян, учился в деревенском мектебе, а затем заканчивал русскую четырёхклассную школу в городе. Его дед, Алтынбай Акжигитов, был крестьянином села Мочалейка Чембарского уезда. За храбрость в войне 1807—1812 годов получил чин прапорщика и дворянское звание.
Когда Муса достиг школьного возраста, его отправили в Мочалейку, родное село его отца. Затем, вернув его в Чамбар, отправили в 4-х классную русскую школу. 14 августа 1878 года Муса прибыл в Пензу и поступил в первую гимназию. Там же он изучает французский язык. Так же в будущем овладел греческим, латинским, русским, арабским, персидским, турецким, немецким языками. В 1884 году он окончил гимназию с «хорошими» оценками и подал заявление в Московский университет с желанием поступить в высшую школу, но не был принят, так как по национальности является татарином.
В 1886 году в университетской типографии в Казани был напечатан роман Мусы Акъегета «Хисаметдин Менла». В 1887 году Муса Акъегет отправился в город Бахчисарай в Крыму, совместно с Исмаилом Гаспринским начал работать в редакции газеты «Таржеман» и, пробыв там более года, уехал в Турцию. Там, в 1888 году, он заканчивает школу «Мөлкия» по подготовке персонала государственного сектора. После окончания четырёхлетнего курса обучения в 1888—1891 гг. он был назначен преподавателем русского языка и экономики в Военном училище в Стамбуле. Работал в администрациях городов Измир и Сивас.
В 1908 году он издавал газеты под названием «Метин» («Подлинник») и «Өч кардәш» («Три брата»), а позже, начиная с 1914 года, работал в библиотеке Стамбула, систематизируя и категоризируя купленные в Казани книги тюрколога Катанова. Он также пишет исследовательские работы по экономике. В 1918 г. Акъегетзаде был назначен первым директором только что основанной библиотеки «Сулеймание». До последних дней работал в библиотеке и умер 24 сентября 1923 года.

## Произведения и труды

### Произведения
«Хисаметдин Менла» — роман, рассказывающий о жизни татарского юноши-идеалиста.

### Научные работы
1) «İktisad yâhud İlm-i Servet: Âzâdegî-i Ticâret ve Usûl-i Himâye» («Экономика, или Наука о богатстве», 1918 г.)
2) «Avrupa Medeniyetinin Esasına Bir Nazar» («Взгляд на основы европейской цивилизации»)
3) «İlm-i Servet veyâhud İlm-i İktisâd» (Стамбул 1916).